# Championnats d'Europe de dressage 1993
Navigation
Édition précédente Édition suivante
Les championnats d'Europe de dressage 1993, seizième édition des championnats d'Europe de dressage, ont eu lieu en 1993 à Sežana, en Slovénie. L'épreuve spéciale est remportée par l'Allemande Isabell Werth, l'épreuve libre par l'Allemande Nicole Uphoff et l'épreuve par équipe par l'Allemagne.